# アルパヌ (エトルリア神話)
アルパヌ（Alpanu）はエトルリア神話における冥界の女神 。装身具、ゆったりとした袖なしの外套、サンダルを身に着けた姿で描かれる。それ以外に関しては着用しておらず、基本的に裸のため、性行為を司る女神とも考えられている。